# Saubadfelsen

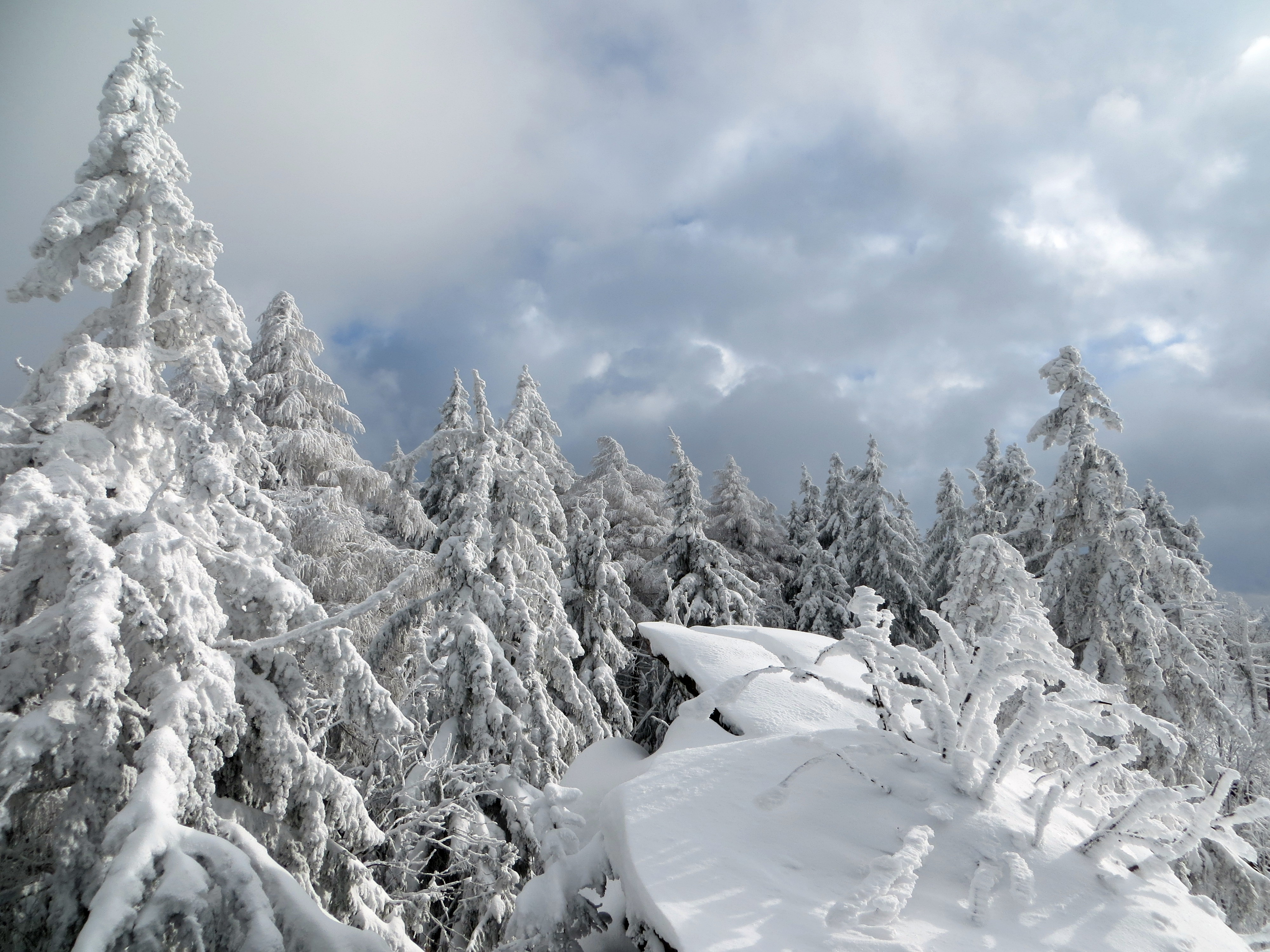
Winter am Saubadfelsen

Der Saubadfelsen ist eine 858 m ü. NHN hohe markante Felsformation im Steinwald im oberpfälzischen Landkreis Tirschenreuth. Das Gebiet ist vom Bayerischen Landesamt für Umwelt als seltenes, bedeutendes und geowissenschaftlich wertvolles Geotop (377R007) mit einer Fläche von 200 × 60 m ausgewiesen. Gemäß seiner Beschreibung zeigen die massigen Felsen aus fein- bis mittelkörnigem Granit Wollsackverwitterungen. Am Fuße der Formation schließt sich zudem eine Blockhalde an.
Vom Wanderparkplatz des Bergdorfs Pfaben (715 m ü. NHN) führt ein ausgeschilderter Wanderweg über den waldhistorischen Lehrpfad zum Saubadfelsen. Nördlich des Felsens befindet sich das Waldhaus (822 m ü. NHN).